# Liste der Kulturgüter in Schwarzenberg
Die Liste der Kulturgüter in Schwarzenberg enthält alle Objekte in der Gemeinde Schwarzenberg im Kanton Luzern, die gemäss der Haager Konvention zum Schutz von Kulturgut bei bewaffneten Konflikten, dem Bundesgesetz vom 20. Juni 2014 über den Schutz der Kulturgüter bei bewaffneten Konflikten sowie der Verordnung vom 29. Oktober 2014 über den Schutz der Kulturgüter bei bewaffneten Konflikten unter Schutz stehen.
Objekte der Kategorien A und B sind vollständig in der Liste enthalten, Objekte der Kategorie C fehlen zurzeit (Stand: 1. Januar 2023). Unter übrige Baudenkmäler sind zusätzliche Objekte zu finden, die im kantonalen Denkmalverzeichnis verzeichnet und nicht bereits in der Liste der Kulturgüter enthalten sind.

## Kulturgüter
| Foto |                                                               | Objekt                             | Kat. | Typ | Standort                                | Beschreibung |
| ---- | ------------------------------------------------------------- | ---------------------------------- | ---- | --- | --------------------------------------- | ------------ |
| ja   | Datei hochladen · Wikidata zu Bauernhof Scharmoos (Q29522529) | Bauernhof Scharmoos KGS-Nr.: 10107 | A    | G   | Scharmoos 1 657936 / 208414             |              |
| ja   | Datei hochladen · Wikidata zu Kapelle St. Maria (Q29785817)   | Kapelle St. Maria KGS-Nr.: 03890   | B    | G   | Eigental, Fuchsbühl 5.9 658864 / 206820 |              |

## Übrige Baudenkmäler
| ID | Foto |                 | Objekt                   | Typ | Standort                   | Beschreibung |
| -- | ---- | --------------- | ------------------------ | --- | -------------------------- | ------------ |
| 43 | BW   | Datei hochladen | Bauernhaus Ober-Furtig   | G   | Furtig 2 655705 / 207123   |              |
| 64 | BW   | Datei hochladen | Pfarrkirche St. Wendelin | G   | Kirchweg 8 655898 / 207477 |              |

Legende: Siehe Legende der Liste der Kulturgüter von nationaler und regionaler Bedeutung. Anstelle der KGS-Nummer wird als Objekt-Identifikator (ID) die Gebäudenummer im kantonalen Denkmalverzeichnis verwendet.